# Stanley Christodoulou
Stanley Christodoulou (græsk: Χριστοδούλου) (født 31. januar, 1944 i Johannesburg) er en sydafrikansk international bokse-dommer og dommer. Christodoulou har dømt kampe i sit hjemland Sydafrika, såvel som internationalt med WBA, med hvem han er involveret i lederskaber roller der beskæftiger sig med officialgruppen. Han begyndte sin boksekarriere i 1963 og var ringdommer i hans første verdentitelkamp i 1973, da Romeo Anaya og Arnold Taylor kæmpede for verdenmesterskabs bantamweight-titlen.
Christodoulou blev optaget i International Boxing Hall of Fame i Canastota i New York den 13. juni 2004.
Han er medlem af World Boxing Association's International Officials Committee og blev i 1980 udnævnt til WBA's 'Referee of the Year'.